# NGC 3012
NGC 3012 is een elliptisch sterrenstelsel in het sterrenbeeld Kleine Leeuw. Het hemelobject werd op 30 april 1862 ontdekt door de Duits-Deense astronoom Heinrich Louis d'Arrest.

## Synoniemen
- UGC 5262
- MCG 6-22-17
- ZWG 182.23
- NPM1G +34.0176
- PGC 28270